# Архиепархия Котабато
Архиепархия Котабато (лат. Archidioecesis Cotabatensis) — архиепархия Римско-Католической церкви с центром в городе Котабато, Филиппины. Архиепархия Котабато распространяет свою юрисдикцию на часть провинций Котабато, Султан-Кударат и Магинданао. В митрополию Котабато входят епархии Кидапавана, Марбеля. Кафедральным собором архиепархии Котабато является церковь Непорочного Зачатия Пресвятой Девы Марии.

## История
11 апреля 1950 года Римский папа Пий XII выпустил буллу Quidquid in christifidelium, которой учредил территориальную прелатуру Котабато и Сулу, выделив её из епархии Замбоанга (сегодня — Архиепархия Замбоанга). В этот же день территориальная прелатура Котабато и Сулу вошла в митрополию Кагаян-де-Оро.
28 октября 1953 года территориальная прелатура Котабато и Сулу передала часть своей территории новой апостольской префектуре Сулу (сегодня — Апостольский викариат Холо) и была переименована в территориальную прелатуру Котабато.
17 декабря 1960 года территориальная прелатура Котабато передала часть своей территории новой территориальной прелатуре Марбеля (сегодня — Епархия Марбеля).
29 июня 1970 года территориальная прелатура Котабато вошла в Архиепархия Даваомитрополию Давао.
12 июня 1976 года территориальная прелатура Котабато передала часть своей территории новой территориальной прелатуре Кидапавана (сегодня — Епархия Кидапавана). В этот же день Римский папа Павел VI выпустил буллу Episcoporum votes, которой возвёл территориальную прелатуру Котабато в епархию.
5 ноября 1979 года Римский папа Иоанн Павел II выпустил буллу Sacrorum Antistites, которой возвёл епархию Котабато в ранг архиепархии.

## Ординарии архиепархии
- архиепископ Gérard Mongeau (27.03.1951 — 14.03.1980);
- архиепископ Philip Francis Smith (14.03.1980 — 30.05.1998);
- кардинал Орландо Бельтран Кеведо (30.05.1998 — 06.11.2018);
- архиепископ Анхелито Рендон Лампон (06.11.2018 — по настоящее время).

## Источник
- Annuario Pontificio, Ватикан, 2007
- Булла Quidquid in christifidelium Архивная копия от 3 марта 2016 на Wayback Machine, AAS 43 (1951), стр. 152  (лат.)
- Булла Episcoporum votis Архивная копия от 27 марта 2010 на Wayback Machine, AAS 68 (1976), стр. 453  (лат.)
- Булла Sacrorum Antistites Архивная копия от 30 декабря 2011 на Wayback Machine  (лат.)